# 波阿斯火山國家公園
波阿斯火山國家公園是哥斯達黎加的國家公園，位於該國中北部，由阿拉胡埃拉省負責管轄，面積65平方公里，成立於1971年1月25日，最高點海拔高度2,700米。

## 外部連結
- Poás Volcano National Park （页面存档备份，存于） at Costa Rica National Parks
- Poas Volcano National Park （页面存档备份，存于）